# Camilo José Cela
Don Camilo José de Cela y Trulock (11. května 1916, Iria Flavia (Padrón), Španělsko – 17. ledna 2002, Madrid) byl španělský spisovatel. Studoval na madridské univerzitě. V roce 1989 mu byla udělena Nobelova cena za literaturu. Jeho nejproslulejší kniha je román "Rodina Pascuala Duarta" (španělsky La familia de Pascual Duarte, 1942).

## Vyznamenání
- velkokříž Řádu Isabely Katolické – Španělsko, 23. června 1980 – udělil král Juan Carlos I.[4]
- velkokříž Řádu Karla III. – Španělsko, 3. dubna 1992 – udělil král Juan Carlos I.[5]
- velkodůstojník Řádu José Matíase Delgada in memoriam – Salvador, 1. října 2002[6]

## Fotogalerie

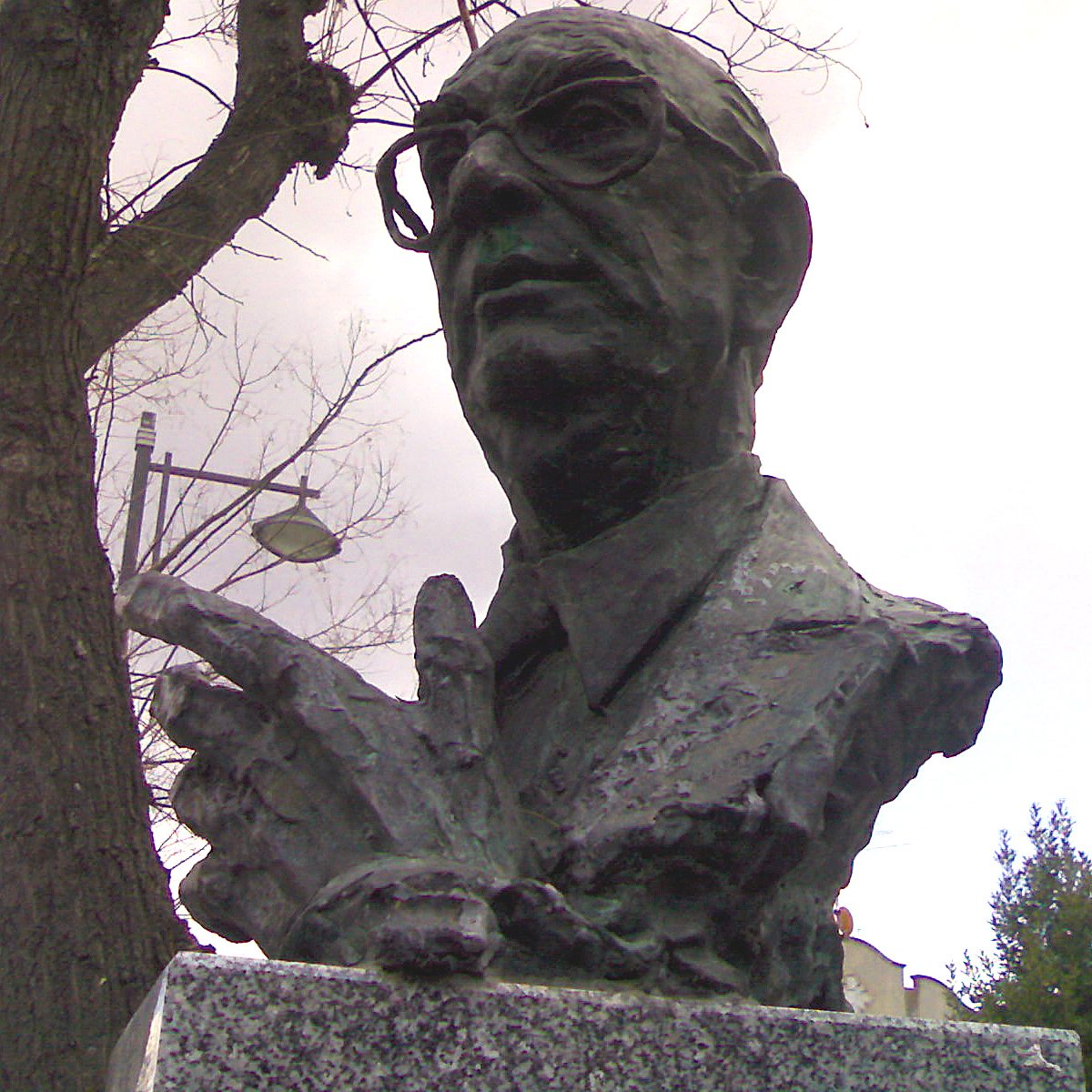
Busta Camilia José Cely
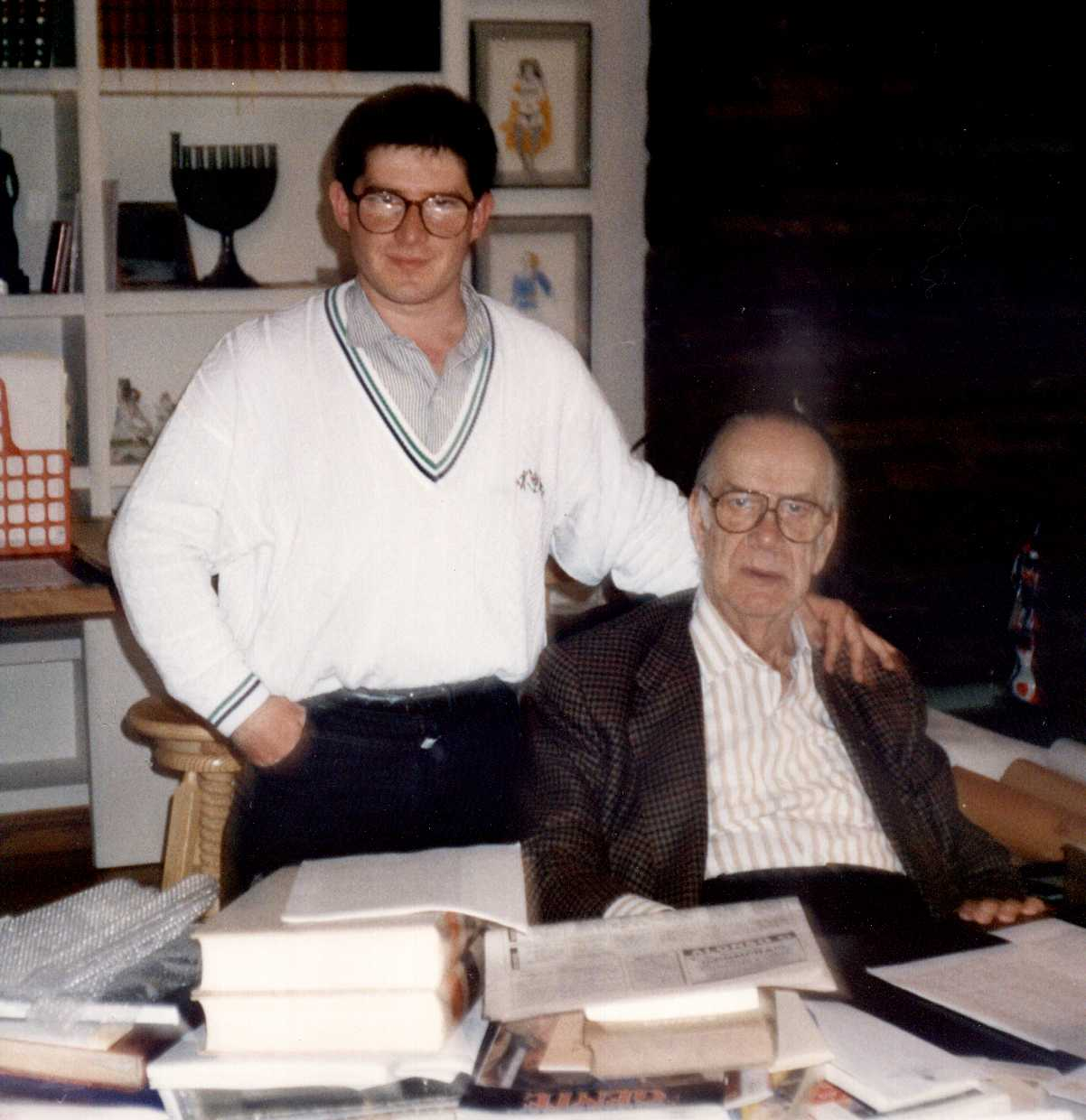
Gaspar Sánchez Salas a Camilo José Cela (sedící)
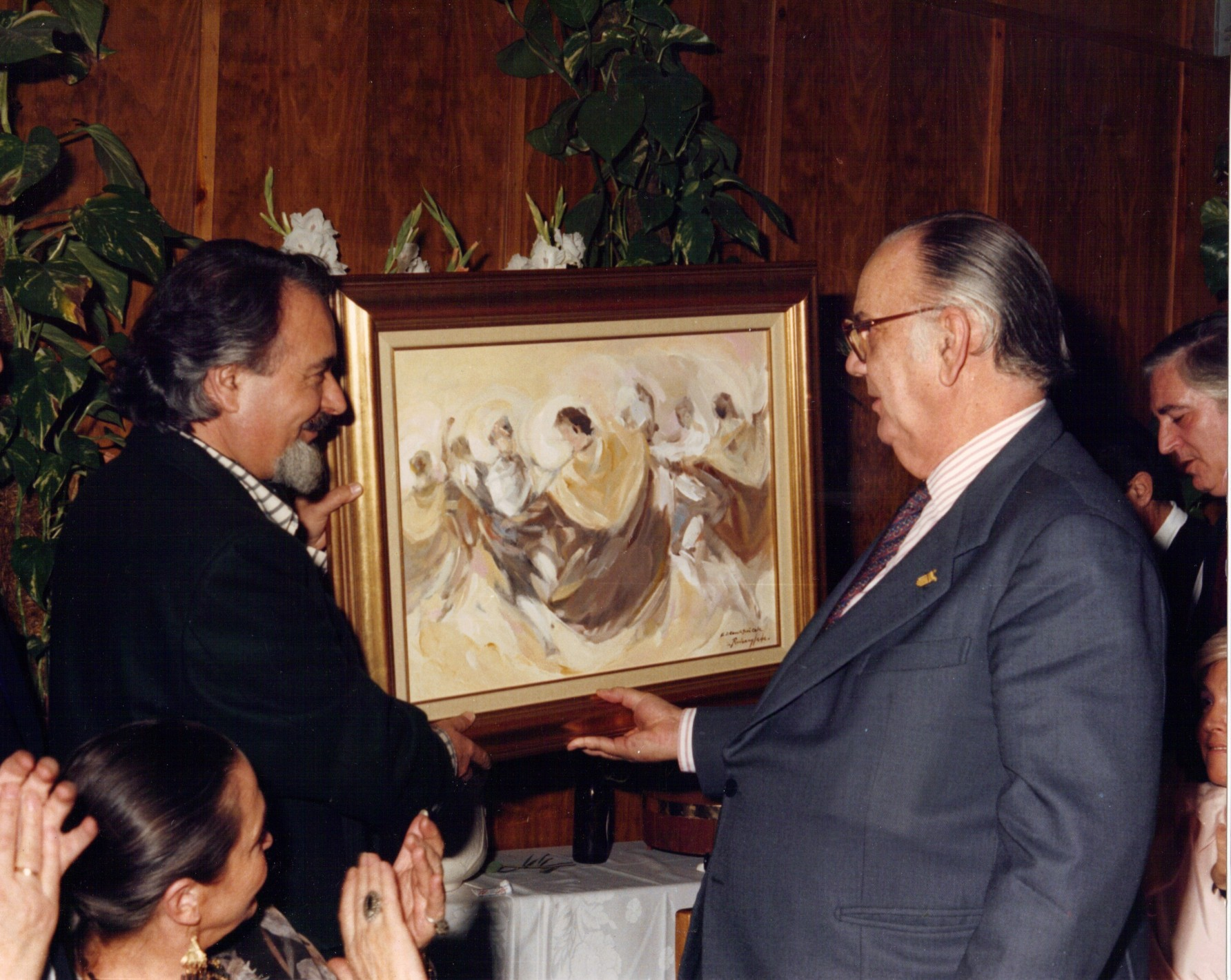
Camilo José Cela v roce 1988 (vpravo)
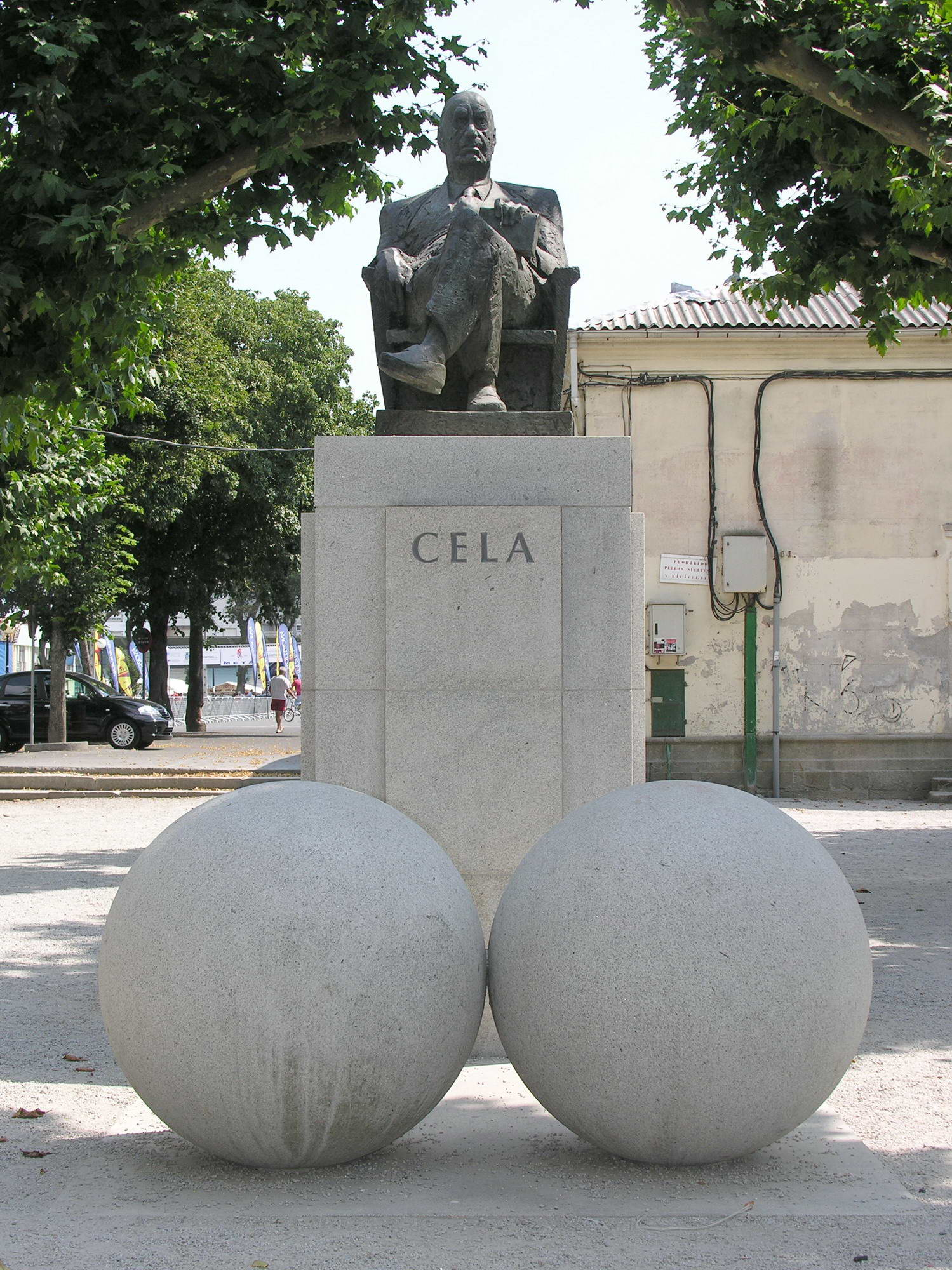
Socha Camila José Cely (Padrón, Galície)
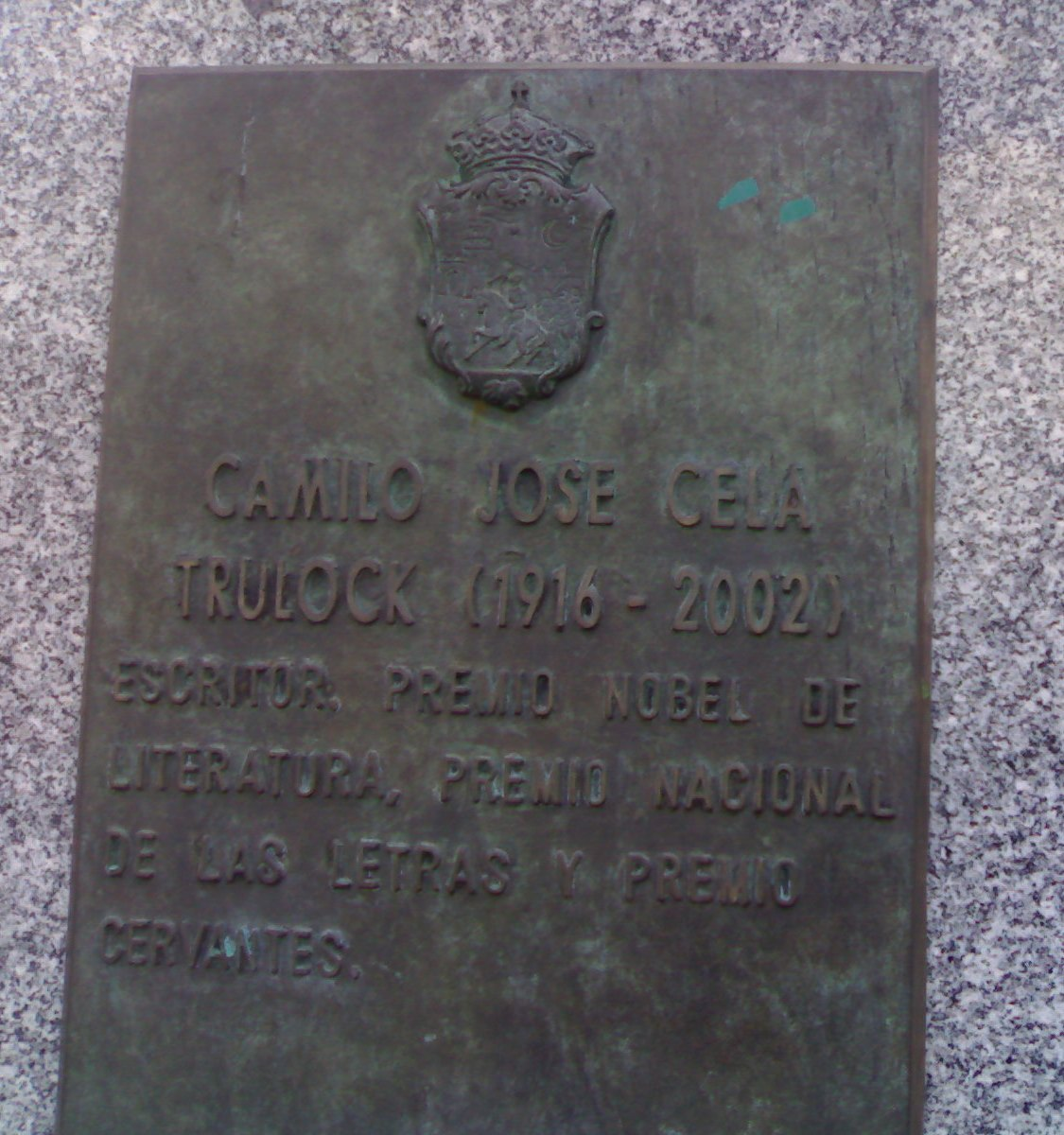
Pamětní deska autora